# Zeig mir wie du tanzt
Zeig mir wie du tanzt ist ein Lied der deutschen Dance-Pop-Band Frida Gold. Das Stück ist die erste Singleauskopplung aus ihrem Debütalbum Juwel.

## Entstehung und Artwork
Geschrieben wurde das Lied von Alina Süggeler und Andreas Weizel, produziert von Carsten Heller. Gemastert wurde die Single bei Monoposto Mastering in Düsseldorf unter der Leitung von Michael Schwabe, gemischt wurde die Single von Moritz Enders. Die Single wurde unter dem Musiklabel Warner Music Group veröffentlicht. Die Aufnahmen erfolgten im dänischen Tonstudio Aarhus Lydstudie statt. Auf dem Cover der Maxi-Single ist – neben der Aufschrift des Künstlers und des Liedtitels – ein Bandfoto aus dem dazugehörigen Musikvideo zu sehen. Das Coverbild wurde vom deutschen Fotograf Alexander Gnädinger geschossen.

## Veröffentlichung und Promotion
Die Erstveröffentlichung von Zeig mir wie du tanzt erfolgte am 15. Oktober 2010 als Promo-Single in Deutschland. Die Veröffentlichung der offiziellen Maxi-Single fand am 18. November 2010 in Deutschland, Österreich und der Schweiz statt. Die Single ist zum Download und als physischer Tonträger erhältlich. Die Maxi-Single enthält neben der Radioversion auch zwei Remixversion, das Musikvideo und ein Making-of des Musikvideos von Zeig mir wie du tanzt, sowie das Lied Aufgewacht (Lovesound Mix), als B-Seite. Neben der regulären Maxi-Single existiert auch eine Download-EP, die einen zusätzlichen Remix beinhaltet.
Remixe
- Zeig mir wie du tanzt (DJs from Mars Remix)
- Zeig mir wie du tanzt (Farhot Remix) (keine offizielle Veröffentlichung, nur auf Promotonträger erhältlich)
- Zeig mir wie du tanzt (Lexy Remix)
- Zeig mir wie du tanzt (Skrillex Remix)

Um das Lied zu bewerben, folgten unter anderem Liveauftritte während der ESC Party 2011, bei The Dome und MTV Home. Im November 2010 wählte VIVA Frida Gold mit der Single Zeig mir wie du tanzt zum „WOW-Act des Monats“ und somit waren sie knapp einen Monat lang in fast allen Werbeunterbrechungen zu sehen.

## Hintergrund
Nach der zuvor veröffentlichten Frida (EP) und einer Zusammenarbeit mit Bosse, woraus die Single Sommer lang hervorging, ist Zeig mir wie du tanzt die erste eigene offizielle Singleveröffentlichung Frida Golds.
Anfang 2010 drehten Frida Gold zusammen mit MTV einen Werbespot für den Handydienst „MTV Mobile“. Der Werbespot wurde etwa ein halbes Jahr lang täglich in den Werbepausen von MTV gezeigt und war mit Zeig mir wie du tanzt untermalt. 2011 veranstaltete der Radiosender N-Joy zusammen mit Frida Gold eine große Tanzaktion unter dem Motto Zeig mir wie du tanzt. Hierbei sollten Hörer zu einer neu entworfenen Choreografie tanzen, sich dabei filmen und das Video bei MyVideo hochladen. Aus den eingesandten Clips entstand Deutschlands größtes Tanzvideo. Die Choreographie kam von den Hildesheimer Hip-Hop Weltmeisterinnen Kim und Tessa Achtermann.

## Inhalt
Der Liedtext zu Zeig mir wie du tanzt ist komplett in deutscher Sprache verfasst. Die Musik wurde von Alina Süggeler und Andreas Weizel, der Text eigens von Süggeler verfasst. Musikalisch bewegt sich das Lied im Bereich des Dance-Pop. In Zeig mir wie du tanzt geht es darum, dass Tanzen den wahren Charakter eines Menschen zum Vorschein bringt. In einem Interview mit Dasding sagte Süggeler: „So wie jemand tanzt ist er auch im Bett“.

„Und so wie du tanzt, kann ich fühlen wer du bist.

Und fast wie in Trance, lassen wir uns drauf ein.
Und so wie du tanzt, seh ich Funkeln in deinem Blick.

Wir verschmelzen langsam, fast von allein.“

## Musikvideo
Das Musikvideo zu Zeig mir wie du tanzt feierte am 15. September 2010 bei Myspace seine Premiere. Zu sehen sind Frida Gold, die das Lied an verschiedenen Filmsets und in verschiedenen Kleidern singen. Die Gesamtlänge des Videos beträgt 3:17 Minuten. Bis Februar 2025 zählte das Video über 4,7 Millionen Aufrufe auf der Videoplattform YouTube. Regie führte Alexander Gnädinger, produziert wurde es von Studio Gnädinger. 2011 war das Musikvideo für einen ECHO Pop in der Kategorie „Bestes Video (national)“ nominiert.

## Zeig mir wie du tanzt Club Tour
Die folgende Liste ist eine Übersicht der Konzerte die bei der Zeig mir wie du tanzt Club Tour gespielt wurden. Die Tour zog sich vom 22. November bis 2. Dezember 2010 und führte die Band durch fünf deutsche Städte. Das Konzert in Hamburg sollte ursprünglich am 26. November 2010 stattfinden, doch durch eine kurzfristige Einladung von The Dome, wurde das Konzert auf den 2. Dezember 2010 verschoben.
| Datum             | Stadt   | Veranstaltungsort | Land        |
| ----------------- | ------- | ----------------- | ----------- |
| 22. November 2010 | München | 59:1              | Deutschland |
| 24. November 2010 | Köln    | Blue Shell        | Deutschland |
| 25. November 2010 | Berlin  | Privatclub        | Deutschland |
| 27. November 2010 | Stendal | Schwarzer Adler   | Deutschland |
| 2. Dezember 2010  | Hamburg | Beatlemania       | Deutschland |

## Mitwirkende
| Liedproduktion - Julian Cassel: Gitarre - Moritz Enders: Abmischung - Carsten Heller: Musikproduzent - Thomas Holtgreve: Schlagzeug - Michael Schwabe: Mastering - Alina Süggeler: Gesang, Komponist, Liedtexter - Andreas Weizel: Bass, Komponist Unternehmen - Aarhus Lydstudie: Aufnahmestudio - Edition Ace Magnets: Vertrieb - Monoposto Mastering: Mastering - Studio Gnädinger: Filmproduzent (Musikvideo) - Universal Music Publishing: Vertrieb - Warner Music Group: Musiklabel | Musikvideo - Yoshua Berkowitz: Highspeed Operator - Nina Chmielewski: Filmeditor - Alexander Gnädinger: Fotograf (Cover), Regisseur - Ernesto Herbig: Ausstatter - Golo Jahn: Oberbeleuchter - Jarek Raczek: Kameramann - Step Schätze: Ausführender Produzent - David Schaufert: Kameraassistent - Jens Schwengel: Kameramann - Rafael Wodynsk: Stylist - Silke Zirnité: Schnittassistentin |

## Chartplatzierungen
Zeig mir wie du tanzt erreichte in Deutschland Position 38 der Singlecharts und konnte sich insgesamt zehn Wochen in den Charts halten. In Österreich erreichte die Single in einer Chartwoche Position 70 der Charts. Für Frida Gold ist dies der erste Charterfolg in Deutschland und Österreich.